# Wazhma Frogh

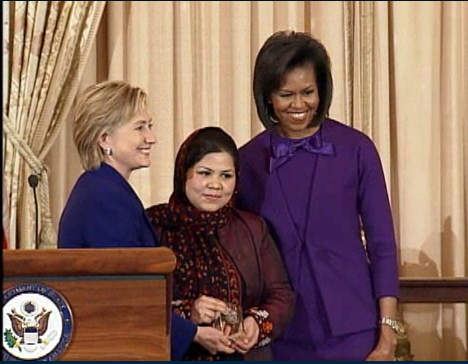
Wazhma Frogh amb Hillary Clinton i Michelle Obama el 2009

Wazhma Frogh és una activista pels drets de les dones afganeses. És membre del Comitè Executiu de la Xarxa de Dones Afganeses (AWN), exdirectora nacional dels Drets Globals a l'Afganistan, és llicenciada en dret internacional del desenvolupament i drets humans per la Universitat de Warwick (Regne Unit). En els últims quinze anys, Wazhma Frogh ha dedicat la seva carrera a la mobilització del canvi social en benefici de les dones afganeses, i s'ha centrat en els aspectes de pau i seguretat, promoció de lleis i compromís polític públic des de la perspectiva de les dones. Té una extensa formació especialitzada en pau i seguretat, dones en lideratge i polítiques públiques d'institucions, com ara la Universitat de Warwick (Regne Unit) i les universitats de Harvard i George Washington (Estats Units). En la seva feina amb l'AWN (Xarxa de Dones Afganeses), Wazhma Frogh ajuda a mantenir el diàleg obert i a establir contactes amb entitats governamentals, membres de la comunitat internacional, ONG nacionals i internacionals, activitats i centres de recerca clau per promoure la participació democràtica i la igualtat de gènere.